# 디너 게임
《디너 게임》(영어: Dinner for Schmucks)은 미국에서 제작된 제이 로치 감독의 2010년 코미디 영화이다. 스티브 커렐, 폴 러드, 저메인 클레먼트, 브루스 그린우드, 론 리빙스턴 등이 출연하였고, 월터 F. 파크스 등이 제작에 참여하였다.

## 줄거리
팀은 상사 랜스로부터 승진 후보에 올랐다는 소식을 듣는다. 이어 랜스는 팀에게 특이한 재능을 가진 별난 사람을 찾아 회사 고위직 간부들이 모이는 파티에 데려와달라고 주문한다. 이 파티에선 이렇게 모인 괴짜들을 조롱하며 놀고, 최고의 기인을 데려온 간부에겐 영예가 주어진다.
곧 우연한 사고를 계기로 팀은 죽은 쥐를 주워 박제한 뒤 유명한 작품을 패러디한 디오라마로 만드는 국세청 직원 배리를 알게 된다. 팀은 배리를 파티에 데려가기로 마음 먹는데...

## 출연
- 스티브 커렐 - 배리 스펙 역
- 폴 러드 - 팀 콘래드 역
- 스테퍼니 쇼스택 - 줄리 역
- 저메인 클레먼트 - 키런 볼러드 역
- 루시 펀치 - 달라 역
- 잭 갤리퍼내키스 - 서먼 머치 역
- 브루스 그린우드 - 랜스 펜더 역
- 론 리빙스턴 - 콜드웰 역
- 앤드리아 새비지 - 로빈 역
- 데이비드 월리엄스 - 마틴 뮬러(마르틴 뮐러) 역
- P. J. 번 - 대븐포트 역
- 옥타비아 스펜서 - 노라 부인 역
- 제프 더넘 - 루이스 / 다이앤 역
- 크리스 오다우드 - 마코 역
- 크리스틴 샬 - 수재나 역
- 패트릭 피슐러 - 빈첸조 역
- 랜들 박 - 헨더슨 역
- 블랑카 소토 - 캐서린 역
- 닉 크롤 - 조시 역
- 앨릭스 보스틴 - 마사 스펙 역

## 기타 제작진
- 총괄 제작: 게리 바버, 로저 번바움, 존 폴
- 미술: 마이클 코런블라이스
- 의상: 메리 E. 보트